# Mission Viejo (Kalifornija)
Mission Viejo je grad u američkoj saveznoj državi Kalifornija. Prema popisu stanovništva iz 2010. u njemu je živjelo 93.305 stanovnika.